# El Piñón
El Piñón là một khu tự quản thuộc tỉnh Magdalena, Colombia. Thủ phủ của khu tự quản El Piñón đóng tại El Piñón Khu tự quản El Piñón có diện tích 547 ki lô mét vuông. Đến thời điểm ngày 28 tháng 5 năm 2005, khu tự quản El Piñón có dân số 14867 người.